# Augusta Christie-Linde
Augusta Christie-Linde (née Andersson le 28 mars 1870 dans la paroisse de Linde, Västmanland, et morte 20 septembre 1953 à Stockholm) est une zoologiste suédoise, spécialiste des espèces marines.

## Biographie
Augusta Christie-Linde naît dans le comté de Västmanland. Elle est la fille d'Augusta Larsson et d'Anders Andersson, fermiers d'Ernebäck dans la paroisse de Västra Vingåker. Elle obtient son diplôme de fin d'études secondaires à Örebro en 1888, puis un baccalauréat en philosophie à l'université d'Uppsala en janvier 1892. 
Christie-Linde commence sa carrière comme enseignante, de 1892 à 1894, d'abord à l'école primaire pour filles de Söderhamn puis au lycée de filles de Stockholm et dans un lycée mixte d'Östermalm. Elle se marie en 1898 avec Edvart Eilart Christie-Linde, un juriste, et le couple a un fils né en 1902. Elle poursuit ses études dans le département de zootomie de l'université de Stockholm, sous la direction du zoologiste Wilhelm Leche (en). 
Wilhelm Leche la nomme son assistante au département de zoologie de l'université de Stockholm, où elle enseigne de 1896 à 1901. Elle soutient sa thèse de doctorat, intitulée Der Bau der Soriciden und ihre Beziehungen zu andreren Säugetieren (La construction des soricides et leurs relations avec les autres mammifères) en 1908, et obtient son doctorat l'année suivante, en 1909, alors que l'université de Stockholm ne délivre des doctorats aux femmes qu'à partir de 1904. 
Elle est zoologiste « extraordinaire », c'est-à-dire à temps partiel, au département des invertébrés du musée suédois d'histoire naturelle, où elle travaille comme conservatrice et assistante du musée de 1916 à 1940. 
Elle est l'autrice d'une trentaine d'articles de zoologie, traitant de l'anatomie et de la systématique des mammifères, publiés dans des revues allemandes et anglaises. Elle a apporté sa principale contribution à travers ses recherches sur les oursins nordiques, arctiques et antarctiques, et elle est la première à étudier en détail les espèces d'oursins suédois.
Elle meurt à Stockholm le 20 septembre 1953. Elle est inhumée au Norra begravningsplatsen de Solna.